# إليزابيث روزنتال
إليزابيث روزنتال (بالإنجليزية: Elisabeth Rosenthal)‏ هي صحفية وطبيبة أمريكية، ولدت في 29 أبريل 1956 في نيويورك في الولايات المتحدة.